# 小行星1223
小行星1223（1223 Neckar）是一颗围绕太阳公转的小行星。1931年10月6日，卡爾·威廉·萊茵姆特在海德堡发现了此天体。
該小行星以德國的內卡河命名。
这颗小行星的绝对星等为13.34494665621084等。